# Walther Hubatsch

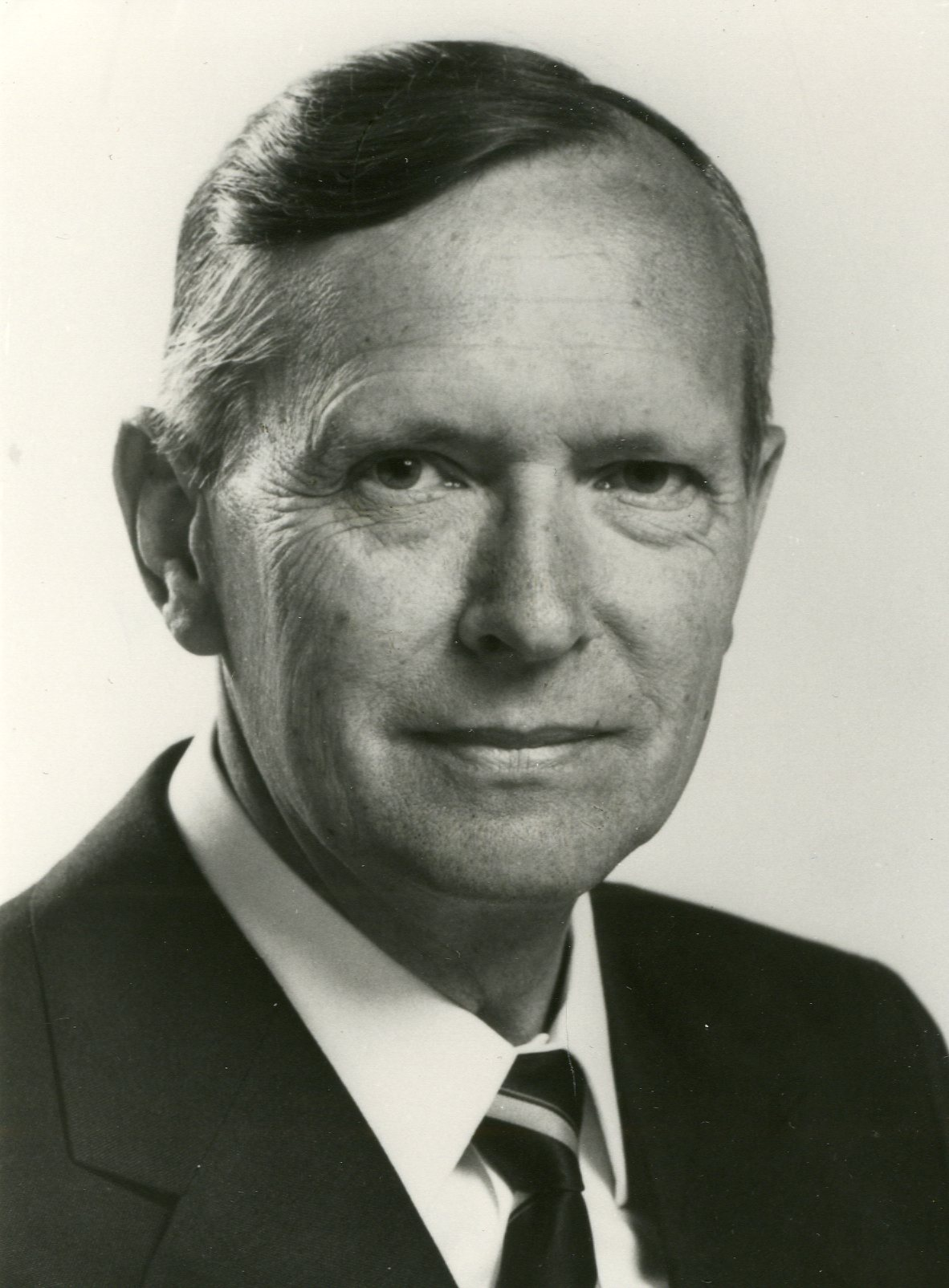
Walther Hubatsch

Carl Walther Hubatsch (* 17. Mai 1915 in Königsberg i. Pr.; † 29. Dezember 1984 in Bad Godesberg) war ein deutscher Historiker.

## Leben
Hubatsch entstammte einer sächsisch-lausitzischen Familie, die in der dritten Generation in Ostpreußen lebte. Sein Großvater Johann Hubatsch war Chefredakteur der Tilsiter Allgemeinen Zeitung. Der Vater war Eisenbahnbeamter und diente als Vierjährig-Freiwilliger in der Kaiserlichen Marine. Hubatsch wuchs in Tilsit auf, wo er die Königliche Litthauische Provinzialschule besuchte. Nach dem Abitur leistete er ein freiwilliges studentisches Arbeitsdienst-Halbjahr bei Vorflut-Arbeiten im Memeldelta und diente 1934/35 beim Ausbildungsbataillon des Infanterie-Regiments 1 in Tilsit. Danach begann er, an der Albertus-Universität Königsberg Geschichte, Germanistik und Geographie zu studieren. Es folgten Semester an der Ludwig-Maximilians-Universität München (Kunstgeschichte) und der Universität Hamburg (Geographie). Schließlich an der Georg-August-Universität Göttingen traf er auf Karl Brandi, Percy Ernst Schramm und Siegfried A. Kaehler. Unter ihrem Eindruck entschloss er sich, Geschichtswissenschaft zu seinem Beruf zu machen. In Göttingen legte er 1939 das Staatsexamen in Geschichte ab.
Hubatsch hatte sich 1928 der bündischen Jugendbewegung angeschlossen. Ab August 1933 war er Mitglied der Hitlerjugend und ab November 1935 auch des Nationalsozialistischen Deutschen Studentenbundes. An der Universität Königsberg wurde er Referent für Fest- und Feiergestaltung in deren Gaukulturstelle. Zum 1. Mai 1937 trat er der NSDAP bei. Während seiner Göttinger Studentenzeit hatte Hubatsch der „Kameradschaft Annaberg“ angehört, die politisch-ideologische Schulungen ihrer Mitglieder in eigenen Unterkünften durchführte. Seit 1942 bezeichneten sich Hubatsch und seine Frau als „gottgläubig“. Die Kameradschaftszugehörigkeit, das Religionsbekenntnis, der Parteieintritt und die Tatsache, dass Hubatsch spätestens 1943 SS-Bewerber war, wertet Eva-Lotte Kalz als „Indizien für eine Identifikation mit dem NS-Regime und seiner Ideologie, die über die für (National-)Konservative immer wieder konstatierte Teilidentität ihrer politischen Ziele mit den Nationalsozialisten hinausdeuten“. Hubatsch habe sich zeitlebens mit dem deutschen Militär identifiziert und Autoren wie Ernst Jünger, Walter Flex und Kleo Pleyer bewundert, die den Kriegseinsatz zum Beweis des (männlichen) Charakters stilisierten. So rezensierte Hubatsch mit großer Anteilnahme Pleyers Buch Volk im Feld (1943), in welchem Pleyer dezidiert die Ermordung der Juden rechtfertigte.
Von 1939 bis 1944 wurde Hubatsch als Offizier der 61. Infanterie-Division unter anderem an der West- und Ostfront eingesetzt. Er wurde mit dem Eisernen Kreuz I. und II. Klasse ausgezeichnet. Dabei begeisterten Hubatsch die deutschen Erfolge nach dem Überfall auf Polen und dem Westfeldzug und hoffte, das Deutsche Reich könne England als Weltmacht ablösen. Eva-Lotte Kalz vermutet, dass Hubatsch bei seinem Aufenthalt in Riga im Juli 1941 etwas von der Misshandlung und Ermordung der Rigaer Juden in dieser Zeit mitbekommen haben müsste.
Während kurzer Fronturlaube wurde Hubatsch 1941 mit einer Doktorarbeit bei Kaehler zum Dr. phil. promoviert. Anschließend war er bis 1943 wissenschaftlicher Assistent in Göttingen. Nachdem er Anfang 1942 zur Infanterie-Nachrichten-Ersatzkompanie 61 gekommen war, wurde er zum Oberleutnant der Reserve befördert und besuchte im Sommer 1942 die Heeresnachrichtenschule Halle. Im Winter 1942/43 war er beurlaubt, arbeitete in Göttingen an seiner Habilitationsschrift und vertrat den Lehrstuhl des erkrankten Kaehler. Hubatschs Thema war Der Skandinavismus und die deutsche Einigungsbewegung. Ideologische und politische Grundlagen der deutsch-skandinavischen Beziehungen im 19. Jahrhundert. Darin versuchte Hubatsch die Frage zu beantworten: „Wie erklärt sich bei aller Gleichartigkeit in Rasse und Kultur, bei aller Sympathie, die Deutschland dem nordischen Volkstum entgegenbringt, die Ablehnung, ja die Feindschaft der Skandinavier gegen die südgermanischen Blutsverwandten?“ Obwohl „Rasse und Raum“ übereinstimmten seien, so Hubatsch, Deutschland und Skandinavien aufgrund gegensätzlicher Ideologien zu Gegnern geworden. Hubatsch legte zunächst zwar nur 60 Seiten Text vor, aber  sein Kriegsdienst und seine Vertretung der Professur Kaehlers wurden zu seinen Gunsten gewertet. Gefördert wurde Hubatschs Arbeit vom Reichsinstitut für Geschichte des neuen Deutschlands, das ab 1943 von Hubatschs Göttinger Kollegen Erich Botzenhart geleitet wurde. Botzenhart lobte in einem Gutachten Hubatschs Themenwahl. Diese zeige, dass dieser „die Aufgaben der politischen Geschichtsschreibung der Gegenwart erfasst hat bzw. selbst von ihnen erfüllt ist.“
Mutmaßlich von Kaehler wurde Hubatsch im Juni 1943 als Mitarbeiter von Percy Ernst Schramm beim Kriegstagebuch des Oberkommandos der Wehrmacht vermittelt. Hubatsch unterstützte Schramm bei dessen Abfassung des Kriegstagebuchs und vertrat ihn  während dessen Urlauben auch in den täglichen Lagebesprechungen. Außerdem nahm er Aufgaben in der Operationsabteilung (Heer), Abteilung „Nord“ wahr. Eine Herzmuskelerkrankung zwang Hubatsch im Juli 1944 zum Ausscheiden.
Kurz vor Ende des Zweiten Weltkriegs, als die Amerikaner im April 1945 auf Göttingen vorrückten, verbrannte Hubatsch sicherheitshalber seine Aufzeichnungen über Gespräche mit Walter Scherff, dem „Beauftragten des Führers fur die militarische Geschichtsschreibung“. Aufgrund seines Engagements im NS-Studentenbund wurde Hubatsch Anfang 1946 kurzzeitig seiner Dozentur enthoben. Er verwies auf seine Mitgliedschaft im Bund Deutscher Bibelkreise als einer Oppositionsgruppe und erhielt entlastende Erklärungen von Kaehler, Erich Weniger, Herman Nohl und anderen. Im Mai 1946 durfte er wieder an der Universität lehren. Im Entnazifizierungsverfahren behauptete Hubatsch auch, er sei 1939 aus der Partei ausgetreten, obwohl seine Mitgliedschaft lediglich aufgrund seines Wehrdienstes geruht hatte. Er wurde 1948 als „entlastet“ eingestuft.
Nach dem Zweiten Weltkrieg war Hubatsch bis 1949 Privatdozent in Göttingen. Danach war er bis 1956 a.o. Professor in Göttingen und ab 1956 an der Rheinischen Friedrich-Wilhelms-Universität in Bonn. 1954 hielt Hubatsch als Professor in Göttingen eine Gastvorlesung an der Martin-Luther-Universität Halle-Wittenberg. Er sprach über das Thema Deutschland nach dem Dreißigjährigen Kriege. 1955/56 war er Lehrbeauftragter an der Fakultät für Natur- und Geisteswissenschaften der Bergakademie Clausthal. 1959 wurde Hubatsch in Bonn zum ordentlichen Professor für Mittelalterliche und Neuere Geschichte ernannt; außerdem war er Mitdirektor des Historischen Seminars. 1983 wurde er emeritiert. Er war darüber hinaus Gastprofessor in Kansas 1960, Uppsala 1964 und Cambridge 1980. Zu seinen akademischen Schülern gehören unter anderem Jörg Duppler, Iselin Gundermann, Benno von Knobelsdorff-Brenkenhoff, Ernst Opgenoorth, Eckardt Opitz, Michael Salewski und Udo Arnold.
Hubatsch war verheiratet und Vater von vier Kindern. Er starb mit 69 Jahren in Bad Godesberg.

## Wirken
Hubatsch knüpfte schon in den 1950er und 1960er Jahren wissenschaftliche Kontakte in die DDR nach Halle (Erich Donnert) und in Polen nach Thorn (Karol Górski). Er widmete sich insbesondere der Militär-, Verwaltungs- und Kirchengeschichte Preußens. So schrieb er eine Darstellung der Verwaltung Preußens zur Zeit Friedrichs II. Ein Schwerpunkt bildete für Hubatsch die Person und das Wirken von Heinrich Friedrich Karl vom Stein. Er war Herausgeber des zweiten großen Editionsvorhabens der Schriften vom Steins. Seine Neue große Stein-Ausgabe umfasst zehn Bände. Außerdem war er Herausgeber und Initiator der vielbändigen Deutschen Verwaltungsgeschichte. Daneben widmete sich Hubatsch der Geschichte des Ostseeraumes vom Mittelalter bis in die Gegenwart. Hinzu kamen Arbeiten zur Vorgeschichte des Ersten und Zweiten Weltkrieges und zur Militärgeschichte.
Die Schrift Deutschland und Skandinavien im Wandel der Jahrhunderte (1950) machte ihn zum anerkannten Forscher zur Geschichte Nordeuropas. Von 1951 bis 1958 war er Herausgeber der Göttinger Bausteine zur Geschichtswissenschaft, ab 1957 der Bonner Historischen Forschungen und ab 1973 der German Studies. Er arbeitete lexikalisch an der Brockhaus Enzyklopädie und am Ploetz.
Hubatsch veröffentlichte 1966 Teile von Hindenburgs Nachlass. Dieser wurde unter dem Titel  Hindenburg und der Staat  bei Musterschmidt gedruckt. Diese Veröffentlichung  stieß auf Kritik. Die Darstellung dient nach den Worten des Historikers Wolfgang Elz „einer bestimmten apologetischen Zielsetzung: Die Quellen sollen Hubatschs in der umfangreichen einleitenden Darstellung versuchte Ehrenrettung für Hindenburg absichern und ihn vom Vorwurf befreien, durch die Ernennung Hitlers zum Reichskanzler für deren Folgen mitverantwortlich zu sein“.
Der durch die veränderten Grenzen bedrohten landeshistorischen Forschung Ost- und Westpreußens gab er wegweisende Impulse. Wesentliche Forschungsgrundlage stellte das Preußische Staatsarchiv Königsberg dar. Es war zum größten Teil im Krieg ausgelagert worden und lag mit anderen ostdeutschen Archivalien in der Königspfalz in Goslar. Hubatsch gehörte zu den ersten, die von Göttingen aus dorthin fuhren, um die Archivalien grob zu sichten und zu ordnen. Unter seiner Beteiligung gelang es  aufgrund von Verbindungen nach Norwegen, über das dortige Königshaus und das mit ihm verwandte englische Königshaus, das Königsberger Staatsarchiv aus der Verwaltung durch die englische Besatzungsbehörde vertraglich 1952, real 1953 in die Verwaltung des Landes Niedersachsen als Staatliches Archivlager Göttingen zu überführen. Bereits 1948, als die Zukunft der Königsberger Archivalien noch völlig unklar war, gab er die Regesta historico-diplomatica Ordinis S. Mariae Theutonicorum 1198–1525 heraus und machte mit den ursprünglich archivinternen Regesten der Urkunden und des Ordensbriefarchivs von Erich Joachim die wichtigste Grundlage der Deutschordensforschung der Öffentlichkeit zugänglich. Neben der Archivfrage und der akademischen Lehre stand die Reorganisation der Historischen Kommission für ost- und westpreußische Landesforschung, die infolge der Kriegsereignisse ebenfalls 1944 zusammengebrochen war. Die Neugründung betrieben Friedrich Baethgen, Kurt Forstreuter, Theodor Schieder, und – als jüngster mit 35 Jahren – Walther Hubatsch. Unter dem Vorsitzenden Erich Keyser wurde Hubatsch bereits 1953 Zweiter Vorsitzender und hat diese Kommission bis zu seinem Ausscheiden 1970 maßgeblich mitgeprägt. Dazu gehörte die Aufnahme seiner Doktoranden als Mitglieder nach erfolgter Promotion.
Hubatsch hielt auch Rundfunkvorträge und widmete sich dem Dokumentarfilm als historischer Quelle. So gründete er mit Percy Ernst Schramm und Wilhelm Treue in Göttingen das Institut für den Wissenschaftlichen Film.

## Mitgliedschaften
- Baltisches Forschungsinstitut Bonn
- Johann Gottfried Herder-Forschungsrat
- Historische Kommission für ost- und westpreußische Landesforschung
- Finnische Historische Gesellschaft Turku
- Kungliga Samfundet för utgivande av handskrifter rörande Skandinaviens historia Stockholm
- Royal Historical Society (korrespondierendes Mitglied 1981)
- Preußische Historische Kommission
- Ostkirchenausschuss
- 5. Synode der Evangelischen Kirche in Deutschland[5]

## Ehrungen
- Rechtsritter des Johanniterordens (1967)
- Ehrendoktor der Universität Turku (1971)
- Westpreußischer Kulturpreis (1972)
- Georg-Dehio-Preis der Künstlergilde Esslingen (1974)
- Freiherr-vom-Stein-Medaille in Gold der Alfred Toepfer Stiftung F. V. S. (1974)

## Schriften (Auswahl)
- Deutschland und Nordeuropa in der neueren Geschichte. Vortrag am Historischen Seminar der Universität Göttingen, 7. Mai 1944. Im Nachlass Hubatsch laut Christoph Cornelißen.[17]
- Rußlands Drang nach Nordeuropa. Vortrag am Historischen Seminar der Universität Göttingen, Juli 1944. Im Nachlass Hubatsch laut Christoph Cornelißen.[18]
- Im Bannkreis der Ostsee. Grundriss einer Geschichte der Ostseeländer in ihren gegenseitigen Beziehungen. Elwert-Gräfe & Unzer, Marburg 1948.
- (Hrsg.) Regesta historico-diplomatica Ordinis S. Mariae Theutonicorum, 1198–1525, bearb. unter Mitwirkung zahlreicher Anderer von Erich Joachim †, Vandenhoeck & Ruprecht, Göttingen 1948–1965.
- Die Deutschen und der Norden. O. Schwartz, Göttingen 1951.
- mit Martin Gerhardt: Deutschland und Skandinavien im Wandel der Jahrhunderte. Röhrscheid, Bonn 1950. (2. Auflage 1977).
- 61. Infanterie-Division. Kampf und Opfer ostpreußischer Soldaten. Podzun, Kiel 1952.
- Die deutsche Besetzung von Dänemark und Norwegen 1940. Nach amtlichen Unterlagen dargestellt (= Göttinger Beiträge für Gegenwartsfragen. Band 5). Musterschmidt, Göttingen 1952. (2. Auflage 1960: Weserübung).
- Eckpfeiler Europas. Probleme des Preußenlandes in geschichtlicher Sicht. Quelle & Meyer, Heidelberg 1953.
- Quellen zur Geschichte des Deutschen Ordens (= Quellensammlung zur Kulturgeschichte. Band 5). Musterschmidt, Göttingen u. a. 1954.
- Die Ära Tirpitz. Studien zur deutschen Marinepolitik 1890–1918 (= Göttinger Bausteine zur Geschichtswissenschaft. Band 21). Musterschmidt, Göttingen u. a. 1955.
- Der Deutsche Orden und die Reichslehnschaft über Cypern. Vandenhoeck & Ruprecht, Göttingen 1955.
- Unruhe des Nordens. Studien zur deutsch-skandinavischen Geschichte. Musterschmidt, Göttingen u. a. 1956.
- Der Admiralstab und die obersten Marinebehörden in Deutschland 1848–1945. Unter Benutzung der amtlichen Akten dargestellt. Verlag für Wehrwesen Bernard & Graefe, Frankfurt am Main 1958.
- Albrecht von Brandenburg-Ansbach. Deutschordens-Hochmeister und Herzog in Preußen 1490–1568 (= Studien zur Geschichte Preußens. Band 8). Quelle & Meyer, Heidelberg 1960.
- Hohenzollern in der deutschen Geschichte. Athenäum Verlag, Frankfurt am Main u. a. 1961.
- Das Zeitalter des Absolutismus 1600–1789. Westermann, Braunschweig 1962. (4. Auflage 1975).
- mit Percy Ernst Schramm: Die deutsche militärische Führung in der Kriegswende (= Veröffentlichungen der Arbeitsgemeinschaft für Forschung des Landes Nordrhein-Westfalen. Heft 118). Westdeutscher Verlag, Köln u. a. 1964.
- Montfort und die Bildung des Deutschordensstaates im Heiligen Lande. Vandenhoeck & Ruprecht, Göttingen 1966.
- Hindenburg und der Staat. Aus den Papieren des Generalfeldmarschalls und Reichspräsidenten von 1878 bis 1934. Musterschmidt, Göttingen u. a. 1966.
- Geschichte der evangelischen Kirche Ostpreußens. 3 Bände, Vandenhoeck & Ruprecht, Göttingen 1968.
- Friedrich der Große und die preußische Verwaltung (= Studien zur Geschichte Preußens. Band 18). Grote, Köln u. a. 1973, ISBN 3-7745-0297-8.
- Deutschland zwischen dem Dreißigjährigen Krieg und der Französischen Revolution. Ullstein, Frankfurt am Main u. a. 1974, ISBN 3-548-03850-6.
- Die Stein-Hardenbergschen Reformen (= Erträge der Forschung. Band 65). Wissenschaftliche Buchgesellschaft, Darmstadt 1977, ISBN 3-534-05357-5.
- Der Freiherr vom Stein und England. Grote, Köln 1977, ISBN 3-7745-6402-7.
- Frühe Neuzeit und Reformation in Deutschland. Ullstein, Frankfurt am Main u. a. 1981, ISBN 3-548-03859-X.
- Grundlinien preußischer Geschichte. Königtum und Staatsgestaltung 1701–1871. Wissenschaftliche Buchgesellschaft, Darmstadt 1983, ISBN 3-534-06747-9.

## Herausgeber
- Europäische Briefe im Reformationszeitalter. 200 Briefe an Markgraf Albrecht von Brandenburg-Ansbach, Herzog in Preußen. Holzner, Kitzingen 1949.
- Hitlers Weisungen für die Kriegsführung 1939–1945. Dokumente des Oberkommandos der Wehrmacht. Bernhard & Graefe Verlag für Wehrwesen, Frankfurt am Main 1962.
- Schicksalswege deutscher Vergangenheit. Beiträge zur geschichtlichen Deutung der letzten 150 Jahre. Droste, Düsseldorf 1950. [Festschrift für Siegfried A. Kaehler].
- mit anderen: Deutsche Universitäten und Hochschulen im Osten. Köln-Opladen 1964.
- Wirkungen der deutschen Reformation bis 1555 (= Wege der Forschung. Band 203). Wissenschaftliche Buchgesellschaft, Darmstadt 1967.
- Die erste deutsche Flotte, 1848–1853. Mittler, Herford u. a. 1981, ISBN 3-8132-0124-4.